# Joachim Meyer-Quade

Joachim Meyer-Quade

Joachim Meyer-Quade (* 22. November 1897 in Düsseldorf; † 10. September 1939 bei Piątek) war ein deutscher Politiker (NSDAP) und SA-Führer.

## Leben und Wirken
Meyer-Quade besuchte die Volksschule. Von 1914 bis 1915 war er in einer landwirtschaftlichen Lehre. Am 21. Januar 1915 stieß er zum Feldartillerie-Regiment Nr. 84 in Ypern, dann am 1. November zum Infanterieregiment 99, mit dem er in  Flandern, Verdun und Somme kämpfte und schließlich in französische Kriegsgefangenschaft geriet. Nach mehrfachen Fluchtversuchen wurde er im Januar 1920 aus der Haft entlassen. Nach dem Krieg arbeitete Meyer-Quade erneut in der Landwirtschaft, zunächst erneut als Lehrling. Von 1924 bis 1925 besuchte er eine höhere Lehranstalt für praktische Landwirte in Schleswig. Anschließend arbeitete er bis 1926 als landwirtschaftlicher Inspektor.
Zum 13. Juni 1925 trat Meyer-Quade der NSDAP bei (Mitgliedsnummer 7.608). Zusammen mit dem Gauleiter von Schleswig-Holstein Hinrich Lohse war Meyer-Quade bald der führende Nationalsozialist in der Provinz. Als NSDAP-Bezirksleiter war Meyer-Quade für den Nordosten Schleswig-Holsteins zuständig. Von August bis Dezember 1932 übernahm er kurzzeitig das Amt des NSDAP-Gauleiters von Schleswig-Holstein. In die SA trat er im Juli 1927 ein. Nach mehrfacher Beförderung erreichte er im Juli 1932 den Rang eines SA-Oberführers und war für die Führung der SA-Untergruppe Schleswig zuständig.
1929 wurde Meyer-Quade Mitglied des Kreistages zu Schleswig. Bei der Reichstagswahl vom September 1930 wurde Meyer-Quade als Kandidat der NSDAP für den Wahlkreis 13 (Schleswig-Holstein) in den Reichstag gewählt, dem er bis zum 24. Mai 1932 angehörte. Für ihn rückte Ferdinand Schramm nach. Grund für den Mandatsverzicht war Meyer-Quades Wahl in den Preußischen Landtag, dem er bis 1933 angehörte. Im Landtag war er Vorsitzender des Ausschusses für Landwirtschaft. 16 Monate nach seinem Ausscheiden aus dem Reichstag kehrte Meyer-Quade im November 1933 in das nach der Machtübernahme funktionslos gewordene Parlament zurück, dem er dann bis zu seinem Tod im September 1939 angehörte.
Nach der nationalsozialistischen Machtübernahme übernahm Meyer-Quade verschiedene Staatsämter. Als Landrat des Kreises Schleswig schied er im Dezember 1933 kurz nach seiner Ernennung auf eigenes Ersuchen aus. Ab April 1934 war er Polizeipräsident in Kiel. Im Juli 1934 wurde er Mitglied des Volksgerichtshofes. In der SA wurde Meyer-Quade zuletzt im November 1937 zum SA-Obergruppenführer befördert. Seit September 1935 führte er die SA-Gruppe Nordmark. Er befahl seinem Stellvertreter Carsten Volquardsen am Abend des 9. November aus München telefonisch die Novemberpogrome 1938 in Schleswig-Holstein, bei der alle Synagogen und Versammlungsräume zerstört wurden und alle Läden von Juden. Nahezu alle Juden wurden dabei verhaftet. Die Männer wurden danach ins Konzentrationslager Sachsenhausen deportiert. Die restlichen Familienmitglieder wurden freigelassen.
Im September 1939 beteiligte Meyer-Quade sich im Rang eines Leutnants und Führer einer Infanterieschützenkompanie am Überfall auf Polen. Weniger als zwei Wochen nach Kriegsbeginn wurde er bei Kampfhandlungen bei Piatek getötet. Die Nationalsozialisten nahmen den Tod von Meyer-Quade zum Anlass um einen Personenkult zu entfalten. In seiner Heimatstadt wurde ein Platz nach ihm benannt, in Tondern ein HJ-Heim. Im Warthegau, einem westlichen zur baldigen deutschen Besiedelung vorgesehenen Teil des deutsch besetzten Gebietes von Polen wurde eine Abteilung des Reichsarbeitsdienstes nach Meyer-Quade benannt. In Nordfrankreich, in der Nähe von Eperlecques-lez-Watten, wurde ein Lager der Organisation Todt nach ihm benannt. Im Generalgouvernement, dem östlichen Teil des besetzten Polens, wurde sein Sterbeort Piątek nach Meyer-Quade in Quadenstädt umgetauft. Für Meyer-Quade rückte Emil Bannemann in den Reichstag nach.